# ドピアザ
ドピアザ（dopiaza、ペルシア語: دوپیازه、ヒンディー語: दो प्याज़ा）はインドのカレー料理の一種。日本でのカタカナ表記としては「ド・ピアザ」もある。
マトンを用いた「マトンドピアザ」、鶏肉を用いた「チキンドピアザ」などがある。
ウルドゥー語で「ド」は「2」の意味で、「ピアザ」は「タマネギ」の意味である。スライスして生のまま使うタマネギと煮込む用のタマネギ、あるいは炒めて使うタマネギと煮込んで使うタマネギといったように2種の調理法のタマネギを用いるのが特徴の料理である。

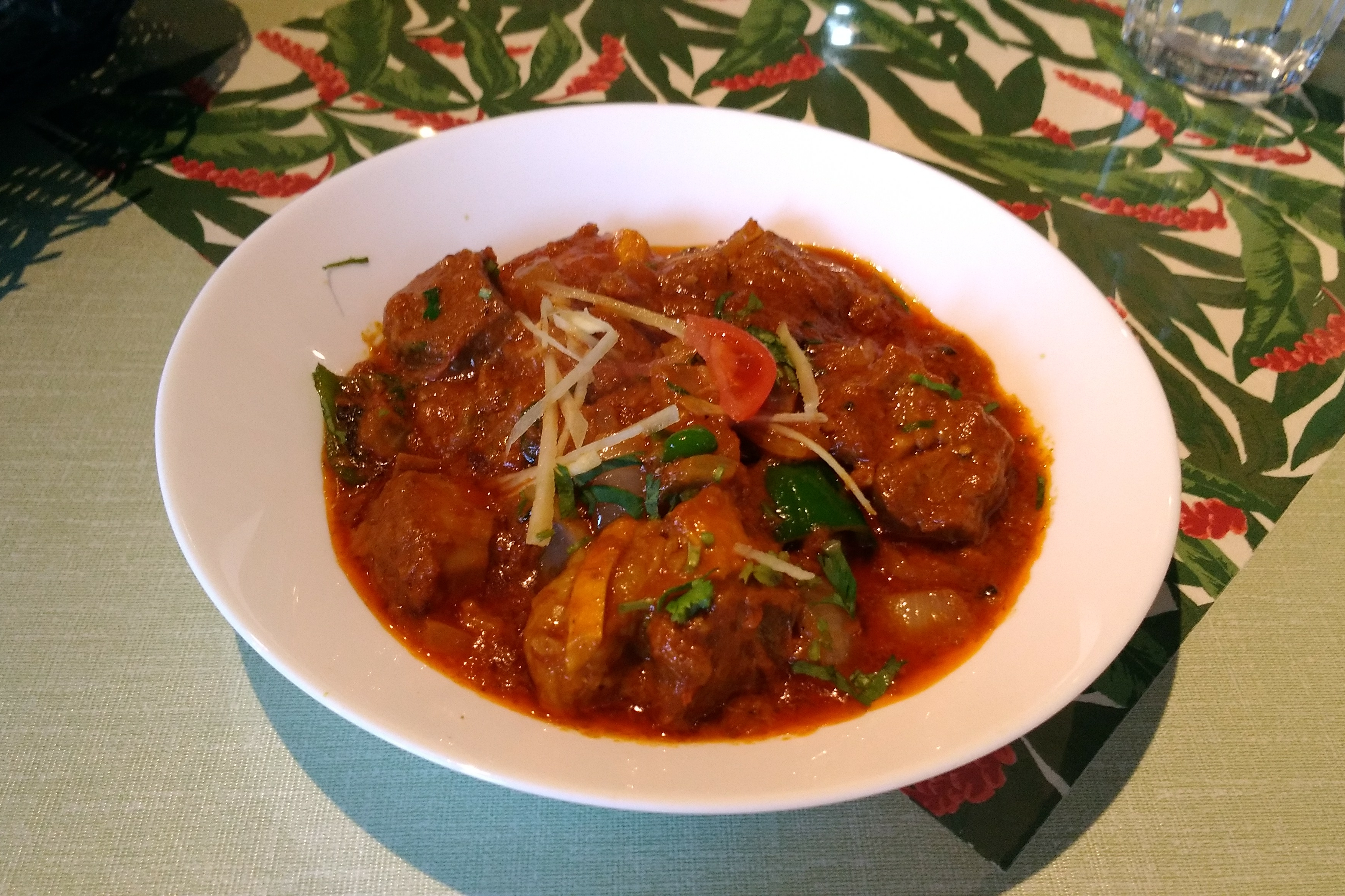
マトンドピアザの例（日本・埼玉県八潮市）
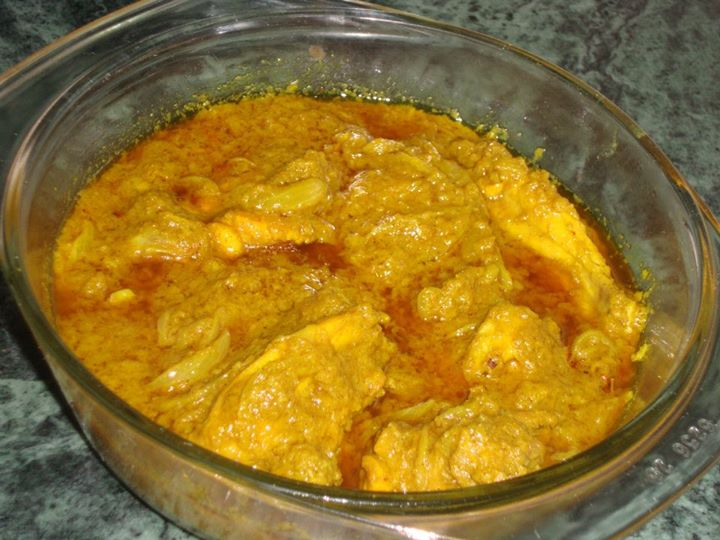
チキンドピアザの例